# 陈云贤
陈云贤（1955年10月—），男，汉族，福建上杭人，中华人民共和国政治人物。福建建筑工程学校（今福建工程学院）毕业，福建师范大学经济学专业经济学硕士、北京大学经济学系政治经济学专业经济学博士学历。

## 生平
1973年3月参加工作。1975年1月加入中国共产党。历任广东发展银行行长助理、副行长，广发证券有限公司总裁、董事长，中共佛山市委常委、佛山市人民政府常务副市长、顺德区委书记、代市长、市长、市委书记、市人大常委会主任等职。2011年7月29日被任命为广东省人民政府副省长。2012年9月14日，顾雏军在北京举行了出狱后的首次媒体发布会，宣称自己无罪，并举报证监会前副主席范福春、证监会广东证监局局长刘兴强、前公安部部长助理郑少东、广东省副省长陈云贤四人贪赃枉法。2016年1月，被免去广东省人民政府副省长职务。